# I'm in Love
«I'm in Love» es una canción firmada por Lennon–McCartney, posiblemente compuesta por John Lennon. En 1963, la banda de música beat The Fourmost realizaron una grabación del tema en los EMI Studios, producida por George Martin. 

## Autoría
John Lennon aseguró en una entrevista en 1971 que había escrito la canción para The Fourmost, aunque en otra entrevista en 1980 para Playboy fue más ambiguo respecto al tema. Por otra parte, en la biografía autorizada de Paul McCartney publicada en 1997, su autor, Barry Miles aseguraba que la composición se debió a una colaboración entre ambos músicos.

## Versones
Billy J. Kramer también grabó una versión del tema, aunque finalmente la grabación seleccionada para ser publicada fue la de The Fourmost, que alcanzó el puesto número 17 en las listas de éxitos del Reino Unido. La cara B del sencillo, "Respectable", es una versión de the Isley Brothers.
En Estados Unidos, el tema fue grabado por The New Breed, una banda de corta duración afincada en la Costa Oeste. La grabación fue incluida en el álbum The New Breed Wants You! y apareció como cara B del sencillo "Green-Eyed Woman", publicado por Diplomacy Records en 1965. El disco tuvo un relativo éxito en el Área de la Bahía de San Francisco y en algunas zonas de California, pero no llegó a extenderse al resto del país.  
"I'm in Love" fue incluido en un álbum de 1989 de Bas Muys titulado Secret Songs: Lennon & McCartney. También aparece en el álbum de 1998, It's Four You del grupo The Beatnix, una banda australiana tributo a The Beatles.
La banda de Nueva Jersey, The Weeklings incluyó una versión del tema en su álbum de 2015, Monophonic. 